# 陳諮
陳諮（1467年—？年），字汝謀，浙江嘉興府秀水縣人，軍籍，明朝政治人物。

## 生平
弘治八年（1495年）乙卯科浙江鄉試第二十八名舉人。弘治九年（1496年）聯捷丙辰科二甲第七名進士。

## 家族
曾祖陳廣；祖父陳塤；父陳禧，教授。母吳氏。